# Типи даних HTML
Типи даних HTML – типи, які ґрунтуються на базових типах даних SGML (стандартна узагальнена мова розмітки), і є спеціалізацією символьних даних. 

## Основні властивості
Існує декілька типів даних, які визначає HTML. Серед цих типів є ті які використовуються для вмісту елементів (дані програми та таблиці стилів) і безліч типів для значень атрибутів, включаючи ідентифікатори, імена, цифри, одиниці довжини, мови, дескриптори медіа, кольори,  дати і часу тощо. Усі ці типи даних є спеціалізацією символьних даних. Кожен елемент типу має дві властивості, це атрибут і вміст, які мають певні значення. Їх можливі значення  прописуються відповідно до визначених у DTD типів даних. 

## Інформація про регістр
Інформація про регістри атрибутів представляється наступними ключами:
| CI | Значення не враховує регістр ("b" і "B" інтерпретуються однаково). |
| CS | Значення враховує регістр ("b" і "B" інтерпретуються по-різному).  |
| CN | Значення не залежить від регістра                                  |
| CA | Саме визначення елемента або атрибута дає інформацію про регістр   |

## Базові типи SGML
Визначення типу документа (DTD) специфікує синтаксис вмісту елемента і значення атрибута HTML, використовуючи лексеми SGML (PCDATA, CDATA, NAME, ID і т.д.).
- CDATA - значення атрибутів типу CDATA (з англійської character data перекладається як “символьні дані” ) являють собою послідовність символів. Можуть бути включені спеціальні символи, наприклад @, $, &, букви грецького алфавіту тощо. Браузер може ігнорувати початкові і кінцеві пробіли в значенні атрибутів. Частіше за все значення типу CDATA чутливі до регістру ( використовуються великі або малі прописні букви).
- ID i NAME - значення атрибутів типу ID і NAME (ідентифікатор і ім'я елементу) починаються з латинської букви,  далі йде послідовність символів, яка складається з латинських букв ([A-Z, a-z]), цифр  (0–9),  дефісів  (“–”), підкреслювань (“_”), двокрапок (“:”)  і крапок (“.”). Ці значення залежать від регістру. Різниця між атрибутами ID і NAME  в тому, що атрибут  NAME  може містити спеціальні  символи, а атрибут ID не може.
- NUMBER - значення атрибутів типу число складається хоча б з одної цифри (0–9).
- PIXEL - значення атрибутів типу PIXEL —цілі числа, які задають кількість пікселів. Значення даного типу являє собою цілі числа, які відповідають кількості пікселів, або долям в процентах від горизонтального чи вертикального розміру елементу web–сторінки. Наприклад— 50% означає половину всього розміру, а 90 означає 90 пікселів.

## Кольори
Значення атрибута типу "color" (% Color;) відноситься до визначень кольорів, як зазначено в [SRGB]. Значення кольору може бути шістнадцятковим числом (якому передує знак #) або одним з наступних шістнадцяти назв кольорів. Назви кольорів враховують регістр.
Назви деяких кольорів і значення RGB:
| сірий – grey       | #808080 |
| темно–синій – navi | #000080 |
| синій – blue       | #0000ff |
| салатовий – lime   | #00ff00 |
| пурпурний –purple  | #800080 |
| срібний – silver   | #c0c0c0 |

Для визначення кольору можна використовувати  як значення наприклад, #808080 так і саме ім'я “grey” обидва в коді будуть відноситись до сірого кольору.
Хоча кольори можуть істотно додавати інформації в документ і підвищувати зручність читання, при використанні кольорів майте на увазі наступні основні принципи:
- Використання елементів і атрибутів HTML для вказівки кольору небажано. Замість цього слід використовувати таблиці стилів.
- Не використовуйте комбінації кольорів, що викликають проблеми у користувачів.
- Якщо Ви використовуєте зображення в якості фону або встановлюєте колір фону, не забудьте встановити і кольори тексту.

## Типи посилань
Доступні для використання наступні типи посилань.
Ці типи посилань не враховують регістр:
- Alternate - позначає альтернативні версії документа, в якому знаходиться посилання. Разом з атрибутом lang означає перекладену версію документа. Разом з атрибутом media означає версію, створену для іншого носія.
- Stylesheet - позначає зовнішню таблицю стилів.
- Start - позначає перший документ в наборі. Цей тип посилання повідомляє пошуковим машинам про те, який документ автор вважає початком набору.
- Prev - позначає попередній документ в впорядкованої серії документів. Деякі агенти користувачів також підтримують синонім "Previous".
- Contents - позначає документ, який слугує змістом. Деякі агенти користувачів також підтримують синонім ToC (з "Table of Contents").
- Index - позначає документ, який є вказівником поточного документа.
- Glossary - позначає документ - глосарій термінів, що відносяться до поточного документа.
- Copyright - позначає зауваження про авторське право для поточного документа.
- Chapter - позначає документ, який є головою в наборі документів.
- Help - позначає документ, що містить довідку (більш детальна інформація, посилання на інші інформаційні ресурси і т.д.)
- Bookmark - позначає закладку. Закладка - це посилання на ключову точку в розширеному документі. Атрибут title може використовуватися, наприклад, для позначки закладки. Пам'ятайте, що в кожному документі можна визначити кілька закладок.

## Типи медіа
- screen - для екранів комп'ютерів, які не використовуються під час підключення

- tty - для засобів масової інформації, таких як телетайпи та термінали, з обмеженими дисплеями з використанням шрифту фіксованої ширини

- tv - для носіїв телевізійного типу (низька роздільна здатність, кольоровий)

- projection - для проекторів

- handheld - для портативних пристроїв (невеликий екран, монохромна, графічна карта, обмежена пропускна здатність)

- print - для друкованих матеріалів (друковані матеріали, попередній перегляд друку)

- all - для всіх медіа